# Tinytrema sandy
Tinytrema sandy là một loài nhện trong họ Trochanteriidae. Loài này phân bố ở phía nam của Australië.